# Manfred Rommel
Manfred Rommel, né le 24 décembre 1928 à Stuttgart où il est mort le 7 novembre 2013, est un homme politique allemand, membre de l'Union chrétienne-démocrate d'Allemagne (CDU). Il est bourgmestre de Stuttgart pendant 22 ans.
Il est le fils du célèbre Generalfeldmarschall du Troisième Reich, Erwin Rommel, lequel a été contraint au suicide à la suite de l'attentat du 20 juillet 1944 contre Hitler.

## Jeunesse
Fils issu du mariage d'Erwin Rommel avec Lucia Maria Mollin (née le 6 juin 1894, morte en 1971), plus communément appelée « Lucie ».
Il a une demi-sœur, Gertrud Pan (1913-2000), issue d'un amour de jeunesse de son père avec Walburga Stemmer.
Après avoir servi dans les Jeunesses hitlériennes, il est à la fin de la guerre fait prisonnier par l'armée de Lattre et libéré par le général de Lattre lui-même.

## Fonctions politiques
Titulaire de l’Abitur en 1947 à Biberach an der Riß, il étudie le droit à l'université de Tübingen.
Membre de la CDU, il a été bourgmestre de Stuttgart de 1974 à 1996, avant d'être nommé par Helmut Kohl coordinateur des affaires franco-allemandes, poste qu'il occupe jusqu'en 1999, date à laquelle Rudolf von Thadden le remplace.

## Distinctions
- Grand officier de l'ordre d'Orange-Nassau en 1982
- Grand officier de l'ordre du Mérite de la République italienne en 1987
- Grand commandeur de l'ordre du Mérite de la République fédérale d'Allemagne en 1989
- Commandeur de l'ordre de l'Empire britannique en 1990
- Commandeur de l'ordre national de la Légion d'honneur en 2002
- Distinction Otto-Hirsch en 1995